# Рёнтген-Майер, Аманда
Аманда Рёнтген-Майер (швед. Amanda Maier-Röntgen), также Майер-Рёнтген, урождённая Каролина Аманда Эрика Майер (Carolina Amanda Erika Maier; 20 февраля 1853, Ландскруна — 15 июня 1894, Амстердам) — шведская скрипачка и композитор. Жена Юлиуса Рёнтгена.

## Биография и творчество
Аманда Майер родилась в 1853 году в Ландскруне. Её отец, эмигрант из Германии, был музыкантом и преподавателем музыки; мать была родом из Тирупа, деревни близ Ландскруны. Первые уроки игры на скрипке и фортепьяно Аманда брала у отца. В 1869 году она написала несколько произведений под названием «Прелюдии Аманды Майер», что свидетельствует о рано развившемся музыкальном даровании. В том же году Аманда поступила в Шведскую королевскую музыкальную академию в Стокгольме.
Она изучала историю музыки и композицию, а также обучалась игре на скрипке, виолончели и органе. В 1873 году она окончила Академию и стала первой женщиной, получившей звание «musikdirektör». На выпускном концерте в Академии она играла на органе и скрипке, исполнив в том числе одну из собственных композиций.
В 1874 Майер получила от Академии грант в тысячу риксдалеров на обучение в Лейпциге. С августа 1873 по июнь 1876 года она училась в Лейпцигской консерватории, где её преподавателями были Энгельберт Рёнтген (скрипка), Карл Райнеке и Эрнст Фридрих Рихтер (гармония и композиция). В этот период Аманда познакомилась с Эдвардом Григом, который стал её близким другом.
Окончив консерваторию, Аманда продолжала писать музыку и много концертировала в разных городах Швеции, Норвегии, Финляндии и России, исполняя в том числе собственные произведения. 28 июля 1880 года она вышла замуж за Юлиуса Рёнтгена, сына её учителя скрипки. Супруги поселились в Амстердаме, где Рёнтген преподавал фортепиано (позднее он станет профессором Амстердамской консерватории). У них родилось двое детей: Юлиус и Энгельберт. После замужества Аманда перестала выступать с концертами и занялась музыкальным образованием детей, которые впоследствии также стали профессиональными музыкантами.
Дом Рёнтгенов в Амстердаме был местом встречи многих выдающихся музыкантов того времени. В их числе были Антон Рубинштейн, Йозеф Иоаким, Клара Шуманн, Эдвард и Нина Григ, Иоганнес Брамс.
После рождения второго сына здоровье Аманды ослабло, и в 1887 году она слегла с плевритом. Осенью 1888 года она поехала на лечение в Ниццу, оттуда в 1889 году в Давос и затем снова в Ниццу. В 1890 году она вернулась в Амстердам. Последние три года жизни она путешествовала по Дании, Швеции и Норвегии вместе с семьёй и друзьями-музыкантами. Самочувствие её улучшилось, и смерть Аманды 15 июня 1894 года стала для её мужа неожиданностью. Буквально за несколько часов до смерти она занималась музыкой с сыновьями.
Композиторское наследие Аманды Рёнтген-Майер включает одночастный концерт для скрипки, камерную музыку (в том числе сонату для скрипки, струнный квартет, фортепианный квартет и ряд пьес для скрипки и фортепиано) и песни. Два произведения написаны ею совместно с Юлиусом Рёнтгеном.

## Комментарии
1. ↑  Или, согласно другим источникам, — 15 июля[3][4].